# La caduta degli angeli ribelli
La caduta degli angeli ribelli è un film drammatico italiano del 1981, diretto e sceneggiato da Marco Tullio Giordana, con l'interpretazione di Vittorio Mezzogiorno, Clio Goldsmith e Alida Valli, vincitrice per la sua interpretazione del David di Donatello. 

## Trama
Cecilia, una giovane borghese, nonostante la vita agiata lascia lavoro, famiglia e affetti per seguire un uomo conosciuto per caso e che scoprirà in seguito essere un terrorista isolato dai suoi compagni. Ma questa vita in continua fuga non fa per lei, deciderà di porvi fine con una drammatica scelta.

## Significato
Nel suo primo film, Maledetti vi amerò del 1980, il regista aveva raccontato la generazione reduce dal Sessantotto, nel periodo verso la fine degli anni Settanta. Con questo film, Giordana rimane sul tema della profonda crisi d’identità determinata dall'impossibilità delle grandi ideologie di rapportarsi con la realtà.